# Österreichische Poolbillard-Meisterschaft 2013
Die Österreichische Poolbillard-Meisterschaft 2013 war die 33. Austragung der nationalen Meisterschaft in der Billardvariante Poolbillard. Sie wurde vom 24. bis 27. Oktober 2013 im E Cube in Eisenstadt ausgetragen. Die Wettbewerbe der Senioren fanden vom 6. bis 9. Juni 2013 in St. Johann im Pongau statt. Ausgespielt wurden die Disziplinen 8-Ball, 9-Ball, 10-Ball und 14/1 endlos.

## Medaillengewinner
| Disziplin              | Gold                                         | Silber                                  | Bronze                                       | Bronze                                       |
| ---------------------- | -------------------------------------------- | --------------------------------------- | -------------------------------------------- | -------------------------------------------- |
| Herren – 8-Ball        | Mario He (BSV Break Feldkirch)               | Georg Höberl (PBC Fair Play Wolfsberg)  | Niklas Kaltenböck (Brot & Spiele Graz)       | Richard Huber (1. PBC Salzburg-Wals)         |
| Herren – 10-Ball       | Mario He (BSV Break Feldkirch)               | Roland Glöckl (Top Shot Wien)           | Rene Sommeregger (PBC Imst)                  | Richard Huber (1. PBC Salzburg-Wals)         |
| Herren – 14/1 endlos   | Mario He (BSV Break Feldkirch)               | Armin Stainko (PBC ASKÖ Linz)           | Rene Sommeregger (PBC Imst)                  | Thomas Radakovits (BC Wiener Neustadt)       |
| Herren – 9-Ball        | Rene Sommeregger (PBC Imst)                  | Armin Stainko (PBC ASKÖ Linz)           | Michael Stark (BC Wiener Neustadt)           | Mario He (BSV Break Feldkirch)               |
| Damen – 8-Ball         | Sandra Baumgartner (1. PBC Meran Klagenfurt) | Marion Meckmann (Pool-Stars Altach)     | Silvia Imre (PBC 1st Edition Villach)        | Sabrina Hammerlindl (PBC ASKÖ Kapfenberg)    |
| Damen – 10-Ball        | Sabrina Hammerlindl (PBC ASKÖ Kapfenberg)    | Christina Drexel (Top Shot Wien)        | Marion Meckmann (Pool-Stars Altach)          | Doris Baumann (ABC Lucky Pool Tennengau)     |
| Damen – 14/1 endlos    | Sandra Baumgartner (1. PBC Meran Klagenfurt) | Silvia Imre (PBC 1st Edition Villach)   | Christina Drexel (Top Shot Wien)             | Clarissa Thöny (BSV PEGASUS-Eisenstadt)      |
| Damen – 9-Ball         | Eva Hauer (Top Shot Wien)                    | Christina Drexel (Top Shot Wien)        | Bettina Thöny (CAP Hörbranz)                 | Silvia Imre (PBC 1st Edition Villach)        |
| Senioren – 10-Ball     | Christian Ederl (BC Wiener Neustadt)         | Erich Matheis (1. UBV St.Johann/Pongau) | Johann Schernthaner (BSV PEGASUS-Eisenstadt) | Johann Wallner (UBSC Pfisterer Pongau)       |
| Senioren – 9-Ball      | Günter Würtl (BC Saustall Fieberbrunn)       | Johann Wallner (UBSC Pfisterer Pongau)  | Arno Malle (1. PBC Meran Klagenfurt)         | Johann Schernthaner (BSV PEGASUS-Eisenstadt) |
| Senioren – 8-Ball      | Johann Schernthaner (BSV PEGASUS-Eisenstadt) | Günter Würtl (BC Saustall Fieberbrunn)  | Herbert Winkler (Pool-Team Thalgau)          | Felix Lang (BC Lucky Shot Gleisdorf)         |
| Senioren – 14/1 endlos | Johann Schernthaner (BSV PEGASUS-Eisenstadt) | Johann Wallner (UBSC Pfisterer Pongau)  | Stanislaw Kret (BSLZ Salzburg)               | Theo Riedlecker (vereinslos)                 |